# Oh My God (singel)
Oh My God – debiutancki singel brytyjskiej grupy Kaiser Chiefs z albumu studyjnego zatytułowanego Employment. Utwór został wyprodukowany przez Nicka Hodgsona. Został wydany 17 maja 2004 roku jako pierwszy singel z płyty. Zadebiutował na 66. miejscu na liście UK Singles Chart.

## Lista utworów
- EP[2]

1. "Oh My God"
2. "Born to Be a Dancer"
3. "Caroline, Yes"

## Wersja Marka Ronsona
W 2007 roku pojawiła się wersja dwóch brytyjskich artystów Mark Ronson i Lily Allen. Produkcją utworu zajął się tylko Mark Ronson. Ich wersja odniosła większy sukces od singla Kaiser Chiefs, docierając do ósmego miejsca w rodzimym notowaniu UK Singles Chart. W Irlandii singel dotarł do 21. miejsca. Do ich wersji nakręcono także teledysk, którego reżyserią zajęła się Nima Nourizadeh.

### Lista utworów
- UK CD Single[5]

1. "Oh My God" (Radio Edit)
2. "Oh My God" (The Clean Super Busdown Remix)
3. "Oh My God" (Instrumental)
4. "Pistol Of Fire"

- 10" Vinyl[6]

1. "Oh My God" (Radio Edit)
2. "Oh My God" (The Dirty Super Busdown Remix)

- European CD Single

1. "Oh My God" (Radio Edit)
2. "Oh My God" (Instrumental)
3. "Oh My God" (Christopher Lake Mix)
4. "Oh My God" (Emperor Machine Ext Vocal Mix)
5. "Oh My God" (The Clean Super Busdown Remix)
6. "Oh My God" (The Dirty Super Busdown Remix)

- Digital Download

1. "Oh My God" (Radio Edit)
2. "Oh My God" (Instrumental)
3. "Oh My God" (The Clean Super Busdown Remix)
4. "Oh My God" (The Dirty Super Busdown Remix)
5. "Oh My God" (Christopher Lake Mix)
6. "Oh My God" (Emperor Machine Ext Vocal Mix)
7. "Pistol Of Fire"